# Bình Thọ
Bình Thọ là một phường thuộc thành phố Thủ Đức, Thành phố Hồ Chí Minh, Việt Nam.

## Địa lý
Phường Bình Thọ nằm ở trung tâm thành phố Thủ Đức, có vị trí địa lý:
- Phía đông giáp phường Hiệp Phú
- Phía tây giáp phường Trường Thọ
- Phía nam giáp các phường Trường Thọ và Phước Long B
- Phía bắc giáp các phường Linh Chiểu và Linh Trung.

Ranh giới của phường là ba tuyến đường: Xa lộ Hà Nội, Võ Văn Ngân và Đặng Văn Bi.
Phường có diện tích 1,21 km², dân số năm 2021 là 16.903 người, mật độ dân số đạt 13.969 người/km².

## Lịch sử
Trước đây, phường Bình Thọ thuộc quận Thủ Đức, được thành lập vào ngày 6 tháng 1 năm 1997 trên cơ sở 108 ha diện tích tự nhiên và 10.906 người của thị trấn Thủ Đức thuộc huyện Thủ Đức cũ.
Ngày 9 tháng 12 năm 2020, Ủy ban thường vụ Quốc hội ban hành Nghị quyết 1111/NQ-UBTVQH14 về việc thành lập thành phố Thủ Đức trên cơ sở sáp nhập toàn bộ diện tích và dân số của Quận 2, Quận 9 và quận Thủ Đức, phường Bình Thọ thuộc thành phố Thủ Đức như hiện nay.